# Nertera balfouriana
Nertera balfouriana là một loài thực vật có hoa trong họ Thiến thảo. Loài này được Cockayne mô tả khoa học đầu tiên năm 1911.